# 佐原市
佐原市（日语：／ Sawara shi */?）是位于千葉縣東北部的一個已不存在的市。2006年3月27日，與香取郡栗源町、小見川町、山田町合併為香取市。